# 29246 Clausius
29246 Clausius è un asteroide della fascia principale. Scoperto nel 1992, presenta un'orbita caratterizzata da un semiasse maggiore pari a 2,7411231 UA e da un'eccentricità di 0,1692138, inclinata di 8,67614° rispetto all'eclittica.